# Reino de Sussex
O Reino de Sussex ou Reino da Anglo-Saxônia Meridional (Suth Seaxe ou South Saxons em inglês, "saxões meridionais") foi um Estado anglo-saxão da Grã-Bretanha que compunha a chamada Heptarquia. Seus limites coincidiam em linhas gerais com o anterior Reino dos Regini e o posterior condado de Sussex.
Como é o caso dos demais integrantes da Heptarquia, poucos registros sobrevivem a respeito do Reino de Sussex. Conforme um relato tradicional da Crônica Anglo-Saxã, em 477 um certo Ælle liderou o desembarque de invasores saxões num local chamado Cymenes ora e derrotou os habitantes. Outra batalha num lugar chamado Mearcredes burne está registrada no ano de 485. Ælle é o primeiro rei do povo invasor descrito pelo Venerável Beda, embora os historiadores atribuam pouco crédito a esta parte da Crônica devido ao lapso de tempo entre os eventos e o seu registro, alguns séculos mais tarde.
É provável que, na segunda metade do século VIII, Offa já houvesse anexado o reino à Mércia, pois diversas pessoas que haviam usado o título de rei do Sussex agora assinavam na qualidade de duque.
Em 825, os saxões meridionais sujeitaram-se a Egberto de Wessex, permanecendo Sussex nas mãos dos reis de Wessex desde então.